# PR-532
A Rodovia PR-532 é uma estrada pertencente ao governo do Paraná que liga a rodovia PR-445 (localidade de Irerê) e a rodovia BR-376.

## Denominação
- Rodovia Irineu Sachelli, no trecho entre o entroncamento com a rodovia PR-538 e a rodovia BR-376, de acordo com a Lei Estadual 15.473 de 18/04/2007.

## Trechos da Rodovia
A rodovia possui uma extensão total de aproximadamente 35,1 km, podendo ser dividida em 5 trechos, conforme listados a seguir:
| Ponto de referência                        | Extensão do trecho | Extensão acumulada | Situação        |
| ------------------------------------------ | ------------------ | ------------------ | --------------- |
| Entroncamento PR-445 (Localidade de Irerê) | ---                | 0 km               | ---             |
| Localidade de Taquaruna                    | 5,8 km             | 5,8 km             | Não pavimentado |
| Entroncamento PR-538 (A) (Apucarana)       | 2,95 km            | 8,75 km            | Pavimentado     |
| Entroncamento PR-538 (B)                   | 5,05 km            | 13,8 km            | Pavimentado     |
| Início do asfalto                          | 11,1 km            | 24,9 km            | Não pavimentado |
| Entroncamento BR-376                       | 10,2 km            | 35,1 km            | Pavimentado     |

Extensão pavimentada: 18,2 km (51,85%)